# Chazy (Nueva York)
Chazy es un pueblo ubicado en el condado de Clinton en el estado estadounidense de Nueva York. En el año 2000 tenía una población de 4.181 habitantes y una densidad poblacional de 29.8 personas por km².

## Geografía
Chazy se encuentra ubicado en las coordenadas 44°51′29″N 73°27′46″O / 44.85806, -73.46278.

## Demografía
Según la Oficina del Censo en 2000 los ingresos medios por hogar en la localidad eran de $41,504, y los ingresos medios por familia eran $47,589. Los hombres tenían unos ingresos medios de $32,825 frente a los $28,542 para las mujeres. La renta per cápita para la localidad era de $18,125. Alrededor del 10.0% de la población estaban por debajo del umbral de pobreza.